# William Otterwell Brady
William Otterwell Ignatius Brady (Fall River, 1º febbraio 1899 – Roma, 1º ottobre 1961) è stato un arcivescovo cattolico statunitense.

## Biografia
William Otterwell Ignatius Brady nacque a Fall River, nel Massachusetts, il 1º febbraio 1899 da John J. e Gladys (nata Davol). Aveva un fratello maggiore, Louis, e una sorella minore, Leonora.

### Formazione e ministero sacerdotale
Frequentò la BMC Durfee High School di Fall River e durante il suo ultimo anno fu il redattore dell'annuario. Dal 1916 al 1918 frequentò il St. Charles College di Catonsville, nel Maryland. Proseguì gli studi presso il seminario "Santa Maria" di Baltimora dal 1918 al 1920 e presso il collegio teologico sulpiziano dell'Università Cattolica d'America a Washington dal 1920 al 1923. Mentre era lì, Brady accettò l'offerta di monsignor Austin Dowling di prestare servizio nell'arcidiocesi di Saint Paul, in Minnesota.
Il 21 dicembre 1923 fu ordinato presbitero per la diocesi di Fall River da monsignor Daniel Francis Feehan. L'anno successivo conseguì il Bachelor of Sacred Theology presso l'Università Cattolica d'America. Nell'agosto di quell'anno fu inviato a proseguire gli studi a Roma presso il Pontificio Istituto Internazionale Angelicum. Nel 1925 conseguì la licenza e nel 1926 il dottorato summa cum laude in teologia. Tornato in patria divenne professore di teologia morale e di teologia pastorale presso il seminario "San Paolo" di Saint Paul. Nel 1932 venne nominato officiale del tribunale diocesano e nel 1933 rettore del seminario.

### Ministero episcopale
Il 10 giugno 1939 papa Pio XII lo nominò vescovo di Sioux Falls. Ricevette l'ordinazione episcopale il 24 agosto successivo dall'arcivescovo metropolita di Saint Paul John Gregory Murray, co-consacranti il vescovo di Fall River James Edwin Cassidy e quello di Denver Urban John Vehr.
Il 16 giugno 1956 lo stesso pontefice lo nominò arcivescovo coadiutore di Saint Paul e titolare di Selimbria. Il 21 agosto fu accolto in diocesi con una cerimonia nella cattedrale di San Paolo a Saint Paul. L'11 ottobre dello stesso anno succedette alla medesima sede.
Nell'aprile del 1959 fondò l'organizzazione Opus Sancti Petri per promuovere le vocazioni e aiutare lo sviluppo materiale dei seminari. Uno dei primi risultati della campagna fu la nuova casa "Sant'Agostino" per gli studenti diurni del seminario preparatorio Nazareth Hall. Nel giugno del 1958 ricevette una laurea honoris causa in giurisprudenza dall'Università di Notre Dame a South Bend. Nel marzo del 1960 istituì una commissione clericale per promuovere le vocazioni al sacerdozio diocesano.
Nel 1953, nel 1954 e nel 1956 venne nominato vicepresidente episcopale del dipartimento di azione sociale della National Catholic Welfare Conference. Nel novembre del 1957 fu eletto tesoriere del consiglio di amministrazione della NCWC. Successivamente venne rieletto per tre volte.
Venne nominato consultore della commissione per i vescovi e il governo delle diocesi del Concilio Vaticano II. Poco più di un anno prima della prima sessione del Concilio, Brady, che sembrava in buona salute, lasciò il Minnesota per recarsi in Vaticano per partecipare a una riunione preparatoria della commissione. Il suo viaggio iniziò il 21 settembre 1961 e includeva tappe sia a Chicago sia a Parigi. Il 23 settembre, su un volo da Parigi a Roma, fu colpito da una trombosi coronarica. Non perse conoscenza ed entrò da solo nell'ospedale "Salvator Mundi" di Roma, dove era stato ricoverato. Ebbe diverse visite e parlò di voler tornare al lavoro ma in otto giorni subì quattro attacchi di cuore, l'ultimo dei quali lo portò alla morte il 1º ottobre 1961. Aveva 62 anni. Il 4 ottobre monsignor Francis J. Gilligan, suo vecchio amico, celebrò una messa in suffragio nella chiesa di Santa Susanna alle Terme di Diocleziano. Al termine del rito monsignor John Joseph Krol impartì l'assoluzione finale. Lo stesso giorno la salma venne rimpatriata, accompagnata da monsignor Gilligan, dalla sorella del defunto, suor Mary William, e dal dott. Charles Rea, medico e amico del vescovo. Il 7 ottobre la salma venne portata nella cattedrale di San Paolo a Saint Paul. Le persone in lutto aspettavano il feretro in file che si estendevano fuori dalla cattedrale e giù per i gradini d'ingresso. Le esequie si tennero il 9 ottobre alle ore 10:30 nella cattedrale di San Paolo e furono presiedute da monsignor Leo Binz, arcivescovo metropolita di Dubuque, che due mesi dopo fu chiamato a succedere a Brady come arcivescovo di Saint Paul. Inizialmente fu sepolto nel Saint Michael Catholic Cemetery di Sioux Falls. In seguito la salma venne traslata nel Resurrection Cemetery di Mendota Heights.
Gli era intitolata la Archbishop Brady High School di West St. Paul, che oggi è chiusa. Seguendo il filo di altri arcivescovi dell'arcidiocesi, gli furono intitolati due edifici dell'Università di San Tommaso a Saint Paul. Il primo di questi edifici è la Brady Hall, una delle residenze maschili dell'ateneo. Il secondo è il Brady Educational Center, che ospita gli spazi di pratica per i complessi musicali dell'Università insieme allo spazio per le aule della Saint Paul Seminary School of Divinity. All'interno del Brady Educational Center vi è un auditorium generalmente usato sia per spettacoli musicali che di danza. Gli sforzi per intitolare una nuova struttura a Brady sono falliti, poiché i suoi rapporti con i sacerdoti della diocesi non furono sempre buoni quando era arcivescovo.
Monsignor Brady fu determinante nella costruzione delle prime due case di cura cattoliche nello Stato del Dakota del Sud. Gli è intitolata la struttura di Milbank, gestita dalle Figlie di Santa Maria della Divina Provvidenza, che fin dall'inizio venne conosciuta come St. William's Care Center.

## Opere
- Synodus dioecesana siouxormensis tertia : in ecclesia cathedrali Sancti Ioseph die xxvii mensis ianuarii 1949 habita, Sioux Falls, 1949,  p. 112.
- Christian unity, Sioux Falls, 1950,  p. 22.
- There are problems which all who would promote Christian unity must face so that Christ's prayer may be fully effective: "I pray for them ... who shall believe in me that they all may be one", Sioux Falls, 1950,  p. 22.
- How Catholics are seen through others' eyes, Sioux Falls, Catholic Chancery Office, 1951 ?,  p. 24.
- Practical handbook of rites, blessings and prayers: arranged for the convenience of the clergy, St. Paul, North Central Pub. Co., 1961,  p. 415.
- The Archbishop's observations, Saint Paul, Summit Press, 1962,  p. 64.

## Genealogia episcopale e successione apostolica
La genealogia episcopale è:
- Cardinale Scipione Rebiba
- Cardinale Giulio Antonio Santori
- Cardinale Girolamo Bernerio, O.P.
- Arcivescovo Galeazzo Sanvitale
- Cardinale Ludovico Ludovisi
- Cardinale Luigi Caetani
- Cardinale Ulderico Carpegna
- Cardinale Paluzzo Paluzzi Altieri degli Albertoni
- Papa Benedetto XIII
- Papa Benedetto XIV
- Papa Clemente XIII
- Cardinale Bernardino Giraud
- Cardinale Alessandro Mattei
- Cardinale Pietro Francesco Galleffi
- Cardinale Giacomo Filippo Fransoni
- Cardinale Carlo Sacconi
- Cardinale Edward Henry Howard
- Cardinale Mariano Rampolla del Tindaro
- Cardinale Rafael Merry del Val
- Cardinale Giovanni Vincenzo Bonzano
- Arcivescovo John Gregory Murray
- Arcivescovo William Otterwell Ignatius Brady

La successione apostolica è:
- Vescovo Hilary Baumann Hacker (1957)
- Vescovo Leonard Philip Cowley (1958)
- Vescovo Alphonse James Schladweiler (1958)
- Vescovo Gerald Francis O'Keefe (1961)